# Thyssenkrupp Industrial Solutions
Thyssenkrupp Industrial Solutions — глобальная инжиниринговая компания в области проектирования и строительства химических, нефтехимических, нефтеперерабатывающих и других промышленных предприятий, часть концерна thyssenkrupp AG.
Компания имеет дочерние и ассоциированные компании по всему миру. Области применения технологий и услуг tk IS включают: производство удобрений, электролиз, переработку нефти и газа, газификацию угля и отходов, производство полимеров и синтетических волокон, коксохимию. Компания предлагает решения в строительстве промышленных предприятий, а также услуги подрядчика EPC.

## История
thyssenkrupp Industrial Solutions образована в 2014 г. путём слияния компаний Uhde, Polysius и Fördertechnik, входивших в концерн.

### Uhde
Инжиниринговая компания Uhde была основана в 1921 году инженером Фридрихом Uhde в Дортмунде-Бевингхаузене. С 1925 по 1928 год компания Uhde разработала собственный производственный процесс по производству аммиака. Первая установка по этой технологии была построена в 1928 г. на немецкой угольной шахте Мон-Сени.
На основе технологии производства аммиака вскоре были разработаны собственные технологии производства азотной кислоты и азотных удобрений, а также технологии высокого давления.
В 1952 году, после ликвидации Группы IG-Farben, Uhde приобрёл концерн Hoechst, в рамках которого Uhde значительно расширила портфель технологий и связанные с ними области бизнеса, в том числе хлорно-щелочной электролиз, заводы по производству продуктов органической химии и пластмасс.
В рамках офсетных сделок Uhde построила завод по производству ПВХ на заводах Buna в ГДР в 1976—1980 гг.
Компания также реализовала несколько проектов на территории Советского Союза: в 1973—1975 гг. совместно с проектным институтом «Гипрополимер» Uhde реализовала проект производства винилхлорида и поливинилхлорида эмульсионного для предприятия «Хлорвинил» (г. Калуш, Украина). Чуть позже был подписан аналогичный контракт для предприятия в г. Саянск. Наконец, самым крупным совместным проектом стала реконструкция и повышение мощности производства винилхлорида до 370.000 т/год в Калуше (1988—1993 гг.).
В 1994-95 гг. Uhde приобрела институт «Гипрополимер», который стал российским подразделением компании (сегодня — ООО «ТиссенКрупп Индастриал Солюшнс (РУС)»).
В 1996 году концерн Hoechst продал Uhde Группе Krupp. Uhde стала частью нового инжинирингового подразделения Krupp, которое в то время состояло из компаний Krupp Fördertechnik (поставка горнодобывающего оборудования), Krupp Polysius (проектирование цементных заводов) и Krupp Koppers (проектирование коксовых печей и химических заводов). В начале 1997 года Krupp Koppers и Uhde были объединены.
После слияния Krupp и Thyssen в 1999 году новый концерн ThyssenKrupp переориентировал свою проектную деятельность, и Uhde стала компанией ThyssenKrupp Technologies, частью технологического сегмента ThyssenKrupp.
В 2003 году Uhde получила заказ на крупнейший в мире аммиачный завод в Саудовской Аравии (в Аль-Джубайле). В 2015 году в том же месте введена в эксплуатацию крупнейшая в мире установка по производству хлорно-щелочного электролиза с использованием мембранного процесса.
В период с 2003 по 2005 год Uhde путём приобретений и создания совместных предприятий расширила портфель предлагаемых технологий, добавив в него нефтеперерабатывающие заводы (Edeleanu), а также полиэфирные, полиамидные и полилактидные заводы (Uhde Inventa-Fischer).

### Polysius
Весной 1859 года мастер-машинист Андреас Эрнст Готфрид Полизиус открыл свою мастерскую в Дессау, тем самым заложив основы для Polysius AG. В 1870 году он основал чугунолитейный и машиностроительный завод, который вскоре стал производителем мельниц для промышленности строительных материалов.
В конце 1920-х годов Георг Леллеп изобрёл процесс LEPOL. Это революционизировало производство обычного цемента, значительно улучшив процесс обжига во вращающейся печи и сократив расход топлива на треть.
В 1946 году, после Второй мировой войны, Полизиус начал новую жизнь в Дессау. В то же время Курт Прюссинг, член семьи Полизиус, основал в Беккуме компанию Westpol GmbH. Три года спустя компания была переименована в Polysius GmbH.
В 1971 году Krupp GmbH приобрёл контрольный пакет акций Polysius. В 1992 году Polysius AG была интегрирована в строительное подразделение Krupp.

### Объединённая компания
В 2014 году концерн объединил ThyssenKrupp Uhde и ThyssenKrupp Resource Technologies (Fördertechnik и Polysius) в единую компанию thyssenkrupp Industrial Solutions AG со штаб-квартирой в Эссене. В компании работает 11500 человек.
В России thyssenkrupp Industrial Solutions представлена локальной организацией ООО «ТиссенКрупп Индастриал Солюшнс (РУС)», с офисами в Дзержинске (Нижегородская область) и в Москве. Российское подразделение насчитывает около 400 человек.

## Корпоративная структура
Компания разделена на несколько подразделений:
- Chemical and Process Technologies — занимается проектированием, поставкой оборудования и строительством химических, нефтехимических, коксохимических и иных промышленных установок. Подразделение обладает большим количеством собственных технологий в соответствующих областях;
- Mining — предлагает решения для добычи и транспортировки (комплексы циклично-поточной технологии, роторные экскаваторы, дробильные установки различных типов), а также дальнейшей переработки материалов (дробилки, грохоты, питатели) и перевалки сыпучих материалов (портовые системы погрузки/разгрузки, системы складирования и усреднения материала);
- Cement Technologies — занимается проектированием и поставкой установок по производству клинкера и цемента.

## Ключевые сферы работы
- Винилхлорид/Поливинилхлорид
- Аммиак
- Карбамид
- Азотная кислота
- Азотные и минеральные удобрения
- ПЭТФ, молочная кислота и биополимеры
- Электрохимические технологии
- Коксохимия
- Очистка коксового газа
- Нефтепереработка
- Газификация
- Технологии высокого давления
- Метанол
- Окись пропилена
- Очистка сингаза
- Добыча и переработки полезных ископаемых
- Перегрузка и складирование навалочных грузов
- Цемент
- Пирометаллургическая обработка